# اچ‌دی ۱۲۶۱۲۸
اچ‌دی ۱۲۶۱۲۸ یک ستاره است که در صورت فلکی گاوران قرار دارد.